# Pisteiro-socorrista

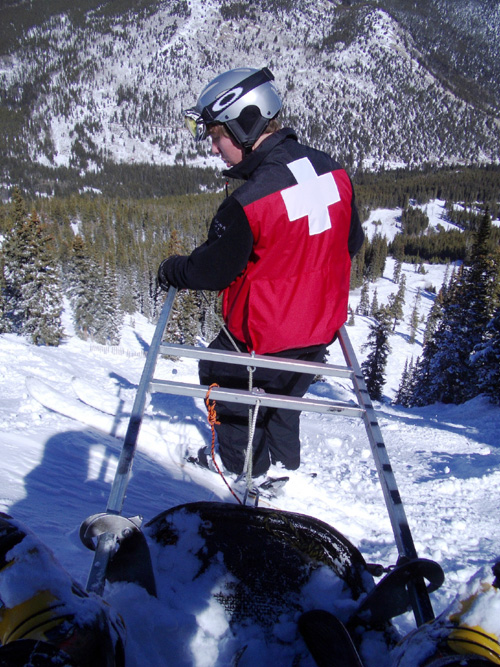
Um pisteiro-socorrista

Um pisteiro-socorrista também conhecido por patrulhador de pista é um profissional que assegura a segurança e fornece socorro aos esquiadores numa pista de esqui.
Formados pela Escola nacional dos desportos de montanha, na caso da França, são titulares de um diploma de capacidade desportiva e têm como funções principais a de prestarem os pisteiro-socorrista em caso de acidente, de assinalar os locais perigosos na estância de esqui, chegando mesmo a fechar uma pista de esqui, e assegurar o domínio dinamitando os corredor de avalanche ou os congères, montão de neve que o vento juntou.
O termo de patrulhador de pista  está directamente associado ao facto de serem eles a última pessoa a descer uma pista de esqui, depois do horário de fecho da mesma, para se assegurarem que não há mais ninguém nas pistas.
Os pisteiro-socorrista também podem ser especializados em nivologia (estudo das características da neve) ou de maître-chien para, coma a ajuda de cães, procurarem as vítimas depois de uma avalancha.